# Derek John de Solla Price
Derek John de Solla Price (22 de enero de 1922 en Leyton, Inglaterra – 3 de septiembre de 1983) (a veces referenciado como 'de Solla') fue un físico, historiador de la ciencia y acreditado científico de información así como padre de la cienciometría.

## Contribuciones científicas
Una lista de las mayores contribuciones científicas es:
- Estudios del crecimiento exponencial de la literatura científica (Price 1963).
- Estudios cuantitativos de las citas entre los artículos científicos (Price 1965), incluyendo el descubrimiento de los grados de entrada y salida en las redes de citas, mostrando que poseían una estructura de red libre de escala.
- Su teoría matemática de las redes en crecimiento, basado en lo que posteriormente se denominó conexión preferencial (preferential attachment) (Price 1976). Los elementos de la teoría de Price acabarían siendo los trabajos de Herbert Simon, siendo Price el que primero lo aplicó a la teoría de redes.
- El análisis del mecanismo de Antikythera, un antiguo reloj y calculador (Price 1959, 1974).

## Publicaciones notables
- Derek J. de Solla Price (1959). An ancient Greek computer. Scientific American, 200 (6):60-67.
- Derek J. de Solla Price (1961). Science since Babylon. New Haven: Yale University Press.
- Derek J. de Solla Price (1963). Little Science, Big Science. New York: Columbia University Press.
- Derek J. de Solla Price (1965). Networks of Scientific Papers Archivado el 1 de marzo de 2021 en Wayback Machine.. Science, 149(3683): 510-515, (July 30).
- Derek J. de Solla Price (1970). Citation Measures of Hard Science, Soft Science, Technology, and Nonscience, in Nelson-CE., and Pollock-DK edited Communication among Scientists and Engineers, Lexington, MA: D.C. Heath and Company, pp. 3-22.
- Derek J. de Solla Price (1974). Gears from the Greeks: the Antikythera mechanism, a calendar computer from ca. 80 B.C. Transactions of the American Philosophical Society (New Series) 64 (7):1-70. Also published as a book with the same title by Science History Publications, New York (1975).
- Derek J. de Solla Price (1976). A general theory of bibliometric and other cumulative advantage processes. Journal of the American Society for Information Science, 27:292-306. (1976 JASIS paper award).